# Daniel Alsina Leal
Daniel Alsina Leal (* 10. Mai 1988 in Barcelona) ist ein spanischer Schachmeister.

## Leben
Er ist im Februar 2015 in der nationalen Rangliste der aktiven Spieler auf Position 11. Er ist seit 2008 Internationaler Meister, nachdem er sich die erforderlichen Normen im Juni/Juli 2005 beim I Intl Vila de Sort in Barcelona, im August/September 2007 beim IX Intl Sants ebenfalls in Barcelona und im Dezember 2007 beim XIII Villa de Navalmoral in Cáceres erspielte. Alsina Leal wurde 2010 zum Großmeister ernannt, seine Normen erspielte er sich im Dezember 2007 beim XIII Villa de Navalmoral, bei der portugiesischen Mannschaftsmeisterschaft im Juli/August 2008 in Évora, im November 2009 beim Ciutat de Barcelona-Casino de Barcelona und im März/April 2010 bei einem Open-Turnier in San Sebastián. Sein bisher höchstes Rating von 2553 hatte er von Januar bis März 2014.
An der Schacholympiade 2010 nahm er als Reservespieler der spanischen Mannschaft teil.
In Spanien spielt Daniel Alsina Leal für UGA Barcelona, in der belgischen Interclubs seit der Saison 2013/14 beim KSK Rochade Eupen-Kelmis und in der britischen Four Nations Chess League seit 2017 für White Rose.
Jenseits von Schach ist Alsina Leal auch als Wissenschaftler aktiv – er promovierte 2017 in theoretischer Physik an der Universität Barcelona über multipartite Verschränkung und Quantenalgorithmen.